# Queen + Adam Lambert 2018 European Tour
Queen + Adam Lambert 2018 European Tour – dziesiąta trasa koncertowa Queen + Adam Lambert i szósta w Europie, która odbyła się latem 2018 r. Obejmowała 16 koncertów.

## Program koncertów
1. „Tear It Up”
2. „Seven Seas of Rhye”
3. „Tie Your Mother Down”
4. „Play the Game”
5. „Fat Bottomed Girls”
6. „Killer Queen”
7. „Don’t Stop Me Now”
8. „Bicycle Race”
9. „I’m in Love With My Car”
10. „Another One Bites the Dust”
11. „Lucy”
12. „I Want It All”
13. „Love of My Life”
14. „Somebody to Love”
15. „Crazy Little Thing Called Love”
16. Drum Battle
17. „Under Pressure”
18. „I Want To Break Free”
19. „You Take My Breath Away” (intro)
20. „Who Wants To Live Forever”
21. Guitar Solo
22. „The Show Must Go On”
23. „Radio Gaga”
24. „Bohemian Rhapsody”
25. Eeoo Freddiego Mercury’ego z Wembley (1986)
26. „We Will Rock You”
27. „We Are The Champions”
28. „God Save The Queen”

Rzadziej grane:
1. „Concierto de Aranjuez” (Madryt, Barcelona)
2. Koncert fortepianowy a–moll op. 16 Edvarda Griega (Oslo)
3. „O sole mio” (Mediolan)
4. „Loch Lommond” (Glasgow)

## Lista koncertów
1. 7 czerwca 2018 – Lizbona, Portugalia – Altice Arena
2. 9 czerwca 2018 – Madryt, Hiszpania – WiZink Arena
3. 10 czerwca 2018 – Barcelona, Hiszpania – Palau Sant Jordi
4. 13 czerwca 2018 – Kolonia, Niemcy – Lanxess Arena
5. 15 czerwca 2018 – Herning, Dania – Jyske Bank Boxen
6. 17 czerwca 2018 – Oslo, Norwegia – Telenor Arena
7. 19 czerwca 2018 – Berlin, Niemcy – Mercedes-Benz Arena
8. 20 czerwca 2018 – Hamburg, Niemcy – Barclaycard Arena
9. 25 czerwca 2018 – Mediolan, Włochy – Mediolanum Forum
10. 27 czerwca 2018 – Rotterdam, Holandia – Ahoy Rotterdam
11. 29 czerwca 2018 – Antwerpia, Belgia – Sportpaleis Antwerp
12. 1 lipca 2018 – Londyn, Anglia – Wembley Arena
13. 2 lipca 2018 – Londyn, Anglia – O2 Arena
14. 4 lipca 2018 – Londyn, Anglia – O2 Arena
15. 6 lipca 2018 – Glasgow, Szkocja – TRNMST Festival
16. 8 lipca 2018 – Dublin, Irlandia – Marlay Park

## Źródła
- Queen Concerts